# Polygala vatkeana
Polygala vatkeana är en jungfrulinsväxtart som beskrevs av Arthur Wallis Exell. Polygala vatkeana ingår i släktet jungfrulinssläktet, och familjen jungfrulinsväxter. Inga underarter finns listade i Catalogue of Life.